# 奥布里·大卫·尼古拉斯·杰士伯·德格雷
奥布里·大卫·尼古拉斯·杰士伯·德格雷（英語：Aubrey David Nicholas Jasper de Grey，1963年4月20日—），是一位英国作家兼老年生物學家，目前是SENS研究基金会的首席科学家和AgeX生技的新技术发现副总裁。他还是学术杂志《回复青春研究》的总编辑，也是《有关线粒体自由基的衰老理论》（1999）的作者，以及《结束老化》（2007）一书的共同作者。他最出名的观点是，医疗技术的发展可使人类获得永生。他还是一位业余数学家，对哈德維格-納爾遜問題的研究有所贡献。
德格雷还是莫斯科物理技术学院的兼职教授、美国老年学学会会员、美国老年协会和新兴技术研究所的研究员。

## 外部連結
- TED上的de grey 奥布里·大卫·尼古拉斯·杰士伯·德格雷
- BBC NEWS | UK | 'We will be able to live to 1,000' （页面存档备份，存于） （英文）